# Espluga Redona

L'Espluga Redona, respecte del terme d'Abella de la Conca

L'Espluga Redona és un cavitat natural del terme d'Abella de la Conca, al Pallars Jussà.
Està situada al vessant sud-oriental del Turó de l'Espluga Redona, al nord de Mas Palou. És enlairada a la dreta del barranc de la Vall, al nord-oest de la Casa de la Vall.

## Etimologia
Segons Joan Coromines, el topònim Esplugues procedeix del mot comú llatí speluncas (coves o baumes).